# Bongeia puncticollis
Bongeia puncticollis is een rechtvleugelig insect uit de familie sabelsprinkhanen (Tettigoniidae). De wetenschappelijke naam van deze soort is voor het eerst geldig gepubliceerd in 1902 door Sjöstedt.